# Молодіжна збірна Кенії з футболу
Молодіжна збі́рна Кенії з футбо́лу — команда, яка складається з гравців віком до 20 років і представляє Кенію на молодіжному чемпіонаті світу та юнацькому чемпіонаті Африки. Керівна організація — Кенійська федерація футболу.
Команда лише одного разу брала участь у юнацькому чемпіонаті Африки. Це було у 1979 році, але кенійці вилетіли вже на стадії 1/8 фіналу.

## Статистика

### Юнацький чемпіонат Африки
- 1979 — 1/8 фіналу
- 1981 —2019 — Не кваліфікувались